# فون سولومون شوفيلد
فون سولومون شوفيلد (بالإنجليزية: Vaughn Solomon Schofield) (و. 1943  م) هي سياسية كندية، ولدت في ريجاينا. كانت نائبة الحاكم الحادية والعشرون لساسكاتشوان، من عام 2012 إلى عام 2018. تم تعيينها نائبة الحاكم من قبل الحاكم العام لكندا ديفيد لويد جونستون بناءً على النصيحة الدستورية لرئيس وزراء كندا ستيفن هاربر في 6 مارس 2012، لتخلف غوردون بارنهارت. أدت سولومون سكوفيلد اليمين الدستورية في 22 مارس 2012 في الجمعية التشريعية لساسكاتشوان. كانت الممثلة الملكية للملكة إليزابيث الثانية ملكة كندا في مقاطعة ساسكاتشوان. تُعد سولومون سكوفيلد مؤيدة قوية للقوات الكندية، وقد صرحت أثناء تنصيبها أن الجيش سيكون محور تركيزها خلال فترة ولايتها. نبع شغفها بالقوات المسلحة من عملها كرئيسة إقليمية لمجلس الاتصال بالقوات الكندية، وهو المنصب الذي عُيّنت فيه في يناير ٢٠٠٦. تشغل سكوفيلد حاليًا منصب العقيد الفخري لمجموعة المدفعية التكتيكية ٣٨، التابعة لمجموعة اللواء الكندي ٣٨. وكانت سابقًا عقيدًا فخريًا في كتيبة الخدمة ٣٨.

## مناصب
تولت منصب الحاكم العام لمقاطعة ساسكاتشوان ‏ (منذ 2012).

## جوائز
حصلت على جوائز منها:
- نيشان الفنون والآداب من رتبة قائد (17 يناير 2013)[6]
- جائزة المنافسة العامة  [لغات أخرى]‏ (1946)